# Férfi magasugrás a 2011. évi nyári európai ifjúsági olimpiai fesztiválon
A 2011. évi nyári európai ifjúsági olimpiai fesztiválon az atlétikai versenyszámokat Trabzonban rendezték. A férfi magasugrás selejtezőjét július 27.-én, a döntőjét pedig július 28.-án rendezték.

## Selejtező
Az összesített eredmények alapján a legjobb eredménnyel rendelkező 14 atléta jutott a döntőbe.
| H  | Cs | Név                      | Nemzet           | 175 | 180 | 185 | 190 | 195 | 199 | 202 | E    | Mj   |
| -- | -- | ------------------------ | ---------------- | --- | --- | --- | --- | --- | --- | --- | ---- | ---- |
| 1  | B  | Jakov Zurak              | Horvátország     |     |     | o   | o   | o   | o   |     | 1.99 | q    |
| 1  | A  | Kristjan Rosenberg       | Észtország       |     |     |     | o   | o   | o   |     | 1.99 | q    |
| 1  | B  | Gael Rotardier           | Franciaország    |     |     |     |     |     | o   |     | 1.99 | q    |
| 4  | A  | Eugenio Meloni           | Olaszország      |     | o   |     | o   | xo  | o   |     | 1.99 | q    |
| 5  | A  | Pavel Kipra              | Fehéroroszország |     |     |     | o   | o   | xx- |     | 1.95 | q    |
| 5  | B  | Tihomir Ivaylov Ivanov   | Bulgária         |     | o   |     | o   | o   |     |     | 1.95 | q PB |
| 5  | B  | Falk Henning Wendrich    | Németország      |     |     |     | o   | o   |     |     | 1.95 | q    |
| 5  | B  | Georgios Tessaromatis    | Görögország      |     |     |     | o   | o   | x   |     | 1.95 | q    |
| 5  | B  | Aviram Shwarzbard        | Izrael           |     |     |     | o   | o   | x   |     | 1.95 | q    |
| 5  | B  | Karolis Kozinas          | Litvánia         |     |     |     | o   | o   |     |     | 1.95 | q    |
| 5  | B  | Ibrahim Halil Saglam     | Törökország      |     | o   |     | o   | o   | x   |     | 1.95 | q    |
| 12 | A  | Ricardo Mendes           | Portugália       |     | o   | o   | o   | xxx |     |     | 1.90 | q    |
| 12 | A  | Andrei Cornel Petre      | Románia          |     |     | o   | o   | xxx |     |     | 1.90 | q    |
| 12 | A  | Loic Gasch               | Svájc            |     | o   | o   | o   | xxx |     |     | 1.90 | q    |
| 15 | A  | Klavs Karlsons           | Lettország       |     | xo  | o   | o   | xxx |     |     | 1.90 |      |
| 16 | A  | Joost Ketel              | Hollandia        |     |     | o   | xxx |     |     |     | 1.85 |      |
| 17 | B  | Sindri Hrafn Gudmundsson | Izland           | o   | o   | xo  | xxx |     |     |     | 1.85 | SB   |

## Döntő
| H     | Név                    | Nemzet           | 185 | 190 | 195 | 200 | 204 | 208 | 211 | 221 | E    | Mj |
| ----- | ---------------------- | ---------------- | --- | --- | --- | --- | --- | --- | --- | --- | ---- | -- |
| Arany | Gael Rotardier         | Franciaország    |     |     |     | o   | o   | o   | o   | xxx | 2.11 |    |
| Ezüst | Falk Henning Wendrich  | Németország      |     |     | o   | o   | o   | o   | xxx |     | 2.08 | PB |
| Bronz | Pavel Kipra            | Fehéroroszország |     | o   | xo  | o   | o   | xo  | xxx |     | 2.08 |    |
| 4     | Eugenio Meloni         | Olaszország      | o   | o   | o   | xo  | xo  | xxx |     |     | 2.04 |    |
| 5     | Kristjan Rosenberg     | Észtország       |     | o   | o   | o   | xxo | xxx |     |     | 2.04 | PB |
| 6     | Georgios Tessaromatis  | Görögország      |     | o   | o   | o   | xxx |     |     |     | 2.00 |    |
| 6     | Tihomir Ivaylov Ivanov | Bulgária         | o   | o   | o   | xo  | xxx |     |     |     | 2.00 | PB |
| 6     | Loic Gasch             | Svájc            | o   | o   | o   | xo  | xxx |     |     |     | 2.00 |    |
| 9     | Ibrahim Halil Saglam   | Törökország      |     | o   | xxo | xo  | xxx |     |     |     | 2.00 |    |
| 10    | Jakov Zurak            | Horvátország     |     | o   | o   | xxo | xxx |     |     |     | 2.00 |    |
| 11    | Karolis Kozinas        | Litvánia         |     | o   | o   | xxx |     |     |     |     | 1.95 |    |
| 12    | Ricardo Mendes         | Portugália       | o   | xo  | o   | xxx |     |     |     |     | 1.95 |    |
| 13    | Aviram Shwarzbard      | Izrael           |     | o   | xo  | xxx |     |     |     |     | 1.95 |    |
| 14    | Andrei Cornel Petre    | Románia          | o   | xo  | xxx |     |     |     |     |     | 1.90 |    |